# Alexandru Popovici (ur. 1977)
Alexandru Popovici (ur. 9 kwietnia 1977 we wsi Șaptebani, w rejonie Rîșcani, Mołdawska SRR) – mołdawski piłkarz, grający na pozycji napastnika, reprezentant Mołdawii.

## Kariera piłkarska

### Kariera klubowa
Mając pół roku razem z rodziną przeniósł się do Tyraspolu, gdzie potem uczył się w Internacie Sportowym. Od 8-klasy kontynuował naukę piłki nożnej w RUOR Kijów (trener Jewhen Rudakow). Po ukończeniu szkoły piłkarskiej powrócił do domu, gdzie w 1994 rozpoczął karierę piłkarską w miejscowym Tiligul Tyraspol. Na początku 1998 został zaproszony do niemieckiego MSV Duisburg, w którym grał pół roku na zasadach wypożyczenia. Na początku 1999 wyjechał do Rosji, gdzie bronił barw klubów Dinamo Moskwa i Torpedo-ZiL Moskwa. W 2001 występował w koreańskim Seongnam Ilhwa Chunma. W następnym roku na krótko powrócił do Mołdawii, gdzie rozegrał 2 mecze w Constructorul-93 Cioburciu. W styczniu 2003 został zaproszony do ukraińskiego Dnipra Dniepropetrowsk. W sierpniu 2004 został wypożyczony na pół roku do Krywbasu Krzywy Róg. Po zakończeniu terminu kontraktu pozostał w Krywbasie, w którym pełnił funkcje kapitana drużyny. W styczniu 2007 razem z trenerem Ołeksandrem Kosewiczem przeszedł do Zorii Ługańsk. Latem 2008 powrócił do Tiligul-Tiras Tyraspol, a potem grał na wypożyczeniu w Dacii Kiszyniów, azerskim Simurq Zaqatala oraz Dinamie Bendery. Na początku 2010 podpisał kontrakt z Iscra-Stali Rybnica. Latem 2011 ponownie wyjechał za granicę, tym razem do Uzbekistanu, gdzie zasilił skład FK Andiżan.

### Kariera reprezentacyjna
W latach 1996–2005 bronił barw narodowej reprezentacji Mołdawii. Łącznie rozegrał 21 mecz i strzelił 3 gole.

## Sukcesy i odznaczenia

### Sukcesy klubowe
- wicemistrz Mołdawii: 1995, 1996, 2008, 2010
- brązowy medalista Mistrzostw Mołdawii: 1997
- zdobywca Pucharu Mołdawii: 1995
- finalista Pucharu Mołdawii: 1996
- mistrz Korei: 2002
- brązowy medalista Ukrainy: 2004